# Donald chez les écureuils
Pour plus de détails, voir Fiche technique et Distribution.
Donald chez les écureuils (Chip an' Dale) est un court métrage d'animation américain des studios Disney de la série des Donald Duck, sorti le 28 novembre 1947. C'est la première confrontation entre Donald Duck et les deux écureuils Tic et Tac.

## Synopsis
Donald Duck va dans la forêt afin de couper du bois pour son feu. Malheureusement l'arbre qu'il choisit est habité par une paire d'écureuils qui y stockent leurs provisions de glands pour l'hiver. Donald entame la coupe de l'arbre et fait tomber Tic et Tac. Mais les glands sont restés dans le tronc. Ils vont donc essayer de les récupérer. Donald ne va pas se laisser faire et son caractère volcanique sera mis à rude épreuve.

## Fiche technique
- Titre original : Chip an' Dale
- Titre français : Donald chez les écureuils
- Série : Donald Duck
- Réalisateur : Jack Hannah
- Scénario : Dick Kinney, Bob North
- Animateur : Jack Boyd, Volus Jones, Bill Justice, Murray McClellan
- Layout : Yale Gracey
- Décor : Ralph Hulett
- Musique : Oliver Wallace
- Voix originales : Clarence Nash (Donald), Dessie Flynn (Tac), James MacDonald (Tic)
- Voix Française : Sylvain Caruso (Donald), Béatrice Belthoise (Tic)
- Producteur : Walt Disney
- Société de production : Walt Disney Productions
- Distributeur : RKO Radio Pictures
- Format : Couleur (Technicolor) - 1,37:1 - Mono (RCA Sound System)
- Durée : 7 minutes
- Pays de production :  États-Unis
- Date de sortie :
  - États-Unis : 28 novembre 1947

## Commentaires
Ce film est le second du duo Tic et Tac. Après s'être confronté à Pluto dans Pluto soldat (1943), les animateurs de Disney ont pris pour nouvelle cible le colérique Donald Duck.

## Récompenses et distinctions
- sélectionné pour l'Oscar du meilleur court-métrage d'animation 1948[1],[2].

## Titre en différentes langues
D'après IMDb :
- Allemagne : Donald, der Nußdieb
- Argentine : Chip y Dale
- Suède : Galen i Piff och Puff, Kalle Anka och Piff och Puff, Kalle Ankas vintersemester, Piff och Puff och Kalle Anka